# 上矢津
上矢 津（かみや しん、1942年 − ）は、日本の画家、版画家、現代美術家。

## プロフィール １
1942年東京都杉並区に生まれる。

小学校低学年より油彩をはじめ、中学、高等学校の頃は抽象画を描く。
東京都立工芸高等学校卒業後、東京写真専門学校へ通う。

画家・小野木学（叔父）の思想概念に影響を受けた。
国画会展、モダンアート展へ抽象絵画を出品。

写真製版による捺染技術を知り、シルクスクリーン技法に興味を示す。

## プロフィール ２
1960年代以後、美術界は写真の時代に入り、ベンヤミンの著書「複製技術時代の芸術」などに翻弄され芸術はアウラを超え「写真」と「版画」の時代に変革していった。
そんな中で上矢津も油彩の抽象絵画から離れ、剥製や標本の写真をシルクスクリーンに転写、1970年『シリーズ博物詩』を制作。

内外で受賞を重ね評判を得るが、数年で概念的抽象絵画に戻っている。

版画の受賞歴は重いが版画家としてひとくくりは出来ない。
特徴ある「コラージュ」や「立体」を制作。
後年、東京芸術大学教授の中林忠良や野田哲也に招かれ、油絵科版画研究室の講師を４年間勤める（1990 - 1993）
1990年以後、「円記号」を描くようになりブランドマークとしてドローイングや写真の大型インクジェットプリントに使用する。

才が先んじて留まれないタイプ。病による休止が続き、近年に重い胸腺癌となったようだが手術で復活。

コンパスで絵を描くことに専念、特製の大きなコンパスでキャンバスに弧を引く。

## 余禄
父方の曽祖父・上矢儀右衛門（山梨県出身）は因州・鳥取藩の池田公の江戸上屋敷において記録方を勤め

明治初めの上野戦争（戊辰戦争）の一部を記録、池田公より角丸の紋と帯刀を受ける。（アトリエの周波体１４より）
母方の小野木家は武家で豊臣秀吉公に奉仕、京都の福知山城の三代目城主・小野木重勝（歳政）（PC福知山城記録より）

## 受賞歴
- 1970年　第5回ジャパン・アートフェスティバル <優秀賞>
- 1972年　第8回東京国際版画ビエンナーレ <神奈川県立鎌倉近代美術館賞>
- 1973年　第10回リュブリアナ国際版画ビエンナーレ <ザクレブ科学芸術アカデミア賞>
- 1973年　第1回世界版画コンペティション <スペシャルエディションパーチェス賞>
- 1974年　第4回ブラッドフォード国際版画ビエンナーレ <ヨークシャーTV賞>
- 1974年　第5回クラコウ国際版画ビエンナーレ <メダル賞>
- 1980年　第5回国際版画ビエンナーレ <ビエンナーレ賞>

## 個展
- 1970年　芸術生活画廊
- 1971年　プリントアートギャラリー
- 1973年　ギャラリーワタリ（現ワタリウム美術館）
- 1976年　ギャルリーヴィヴァン
- 1980年　ギャルリーヴィヴァン
- 1980年　スペース31
- 1983年　かねこ・アートギャラリー
- 1986年　スィングバイソゴウ
- 1986年　モリスギャラリー
- 1989年　モリスギャラリー
- 1996年　ギャルリーヴィヴァン
- 1998年　andギャラリー
- 1999年　川越ギャラリー
- 2000年　ギャラリーゴトウ

## 所蔵
- 神奈川県立近代美術館
- 東京国立近代美術館
- 栃木県立美術館
- 大分県立芸術会館
- リュブリアナ近代美術館
- サンフランシスコ近代美術館
- フレデリックスタッド・アートソサイエティー
- ワシントン大学ヘンリーギャラリー
- 東京都現代美術館
- 町田市国際版画美術館
- ブリンストン大学図書館
- 秋田県立近代美術館
- 新潟市美術館 他

## その他
エッセイに、小野木学をレクイエムした「ナヤミノタネ」（講談社）。

抽象的な画文集に「ねこもあるけば」（理論社）、「百年の蝉」（ポプラ社）などがある。

練馬美術館図録エッセイに「青いエーテル」、「余命を知った画家は何を描いたか」など。その他。

月刊短歌集「コスモス」に「アトリエの周波体」を3年ほど連載。

児童書の挿絵や絵本もあるが専門の絵本作家とは異なる。